# Madison Kennedy
Madison Kennedy (Avon, 22 de diciembre de 1987) es una deportista estadounidense que compitió en natación, especialista en el estilo libre.
Ganó seis medallas en el Campeonato Mundial de Natación en Piscina Corta, entre los años 2014 y 2018.

## Palmarés internacional
| Campeonato Mundial en Piscina Corta | Campeonato Mundial en Piscina Corta | Campeonato Mundial en Piscina Corta | Campeonato Mundial en Piscina Corta |
| Año                                 | Lugar                               | Medalla                             | Prueba                              |
| ----------------------------------- | ----------------------------------- | ----------------------------------- | ----------------------------------- |
| 2014                                | Doha (Catar)                        | Medalla de oro                      | 4 × 50 m libre mixto                |
| 2014                                | Doha (Catar)                        | Medalla de plata                    | 4 × 50 m libre                      |
| 2014                                | Doha (Catar)                        | Medalla de plata                    | 4 × 100 m libre                     |
| 2016                                | Windsor (Canadá)                    | Medalla de oro                      | 4 × 100 m libre                     |
| 2016                                | Windsor (Canadá)                    | Medalla de bronce                   | 50 m libre                          |
| 2018                                | Hangzhou (China)                    | Medalla de oro                      | 4 × 50 m libre                      |